# Unitarisk Kirkesamfund
Unitarisk Kirkesamfund er den eneste nuværende danske unitariske menighed, stiftet under navnet Det fri Kirkesamfund i 1900, under det nuværende navn siden 1992. I 1908 blev en af kirkesamfundets ledere, Mary Westenholz (moster til Karen Blixen), ekskluderet af Folkekirken på grund af sit unitariske engagement, og kirkesamfundet har siden været frikirke.
Menighedens kirkebygning, Unitarernes Hus, er tegnet af arkitekt Carl Brummer og åbnede i 1927 på Østerbrogade (nuværende Dag Hammarskjölds Allé) i København efter et indsamlingsarbejde, der blandt andet omfattede klaverkoncerter med Nina Grieg.

## Præster
Det fri Kirkesamfund havde følgende præster:
- 1900-1918 Uffe Birkedal
- 1918-1965 Thorvald Kierkegaard

Efter 1965 har menigheden benyttet lægprædikanter.